# Клаштерский, Антонин
Антонин Клаштерский (Antonin Klášterský; 25 сентября 1866, Мировице — 3 ноября 1938, Прага) — чешский поэт и переводчик. Действительный член Чешской академии наук, словесности и искусств (с 1923).
Изучал право в пражском университете. В 1897 году был избран членом-корреспондентом, а с 1923 — действительным членом Чешской академии наук, словесности и искусств, позже — секретарь отделения искусства и литературы академии.
Стихотворения Клаштерского собраны в отдельных изданиях: «Ptači svĕt» (1888), «Žvým i mrtvým» (1889), «Spadalé listf» (1890), «Pisnĕ z práce» (1891), «Poli a lesy» (1891), «Epické básné» (1892), «Pražské motivy» (1893), «Nočni violy» (1894), «Srdce и duše» (1894), «Živé stiny» (1890), «Tmavé růše» (1897) и др.
Успешный переводчик с английского языка, его наиболее важными работами является перевод сонетов Шекспира, изданный в 1923 году.

## Избранные произведения
- Ptačí svět (1888)
- Spadalé listí (1891)
- Písně práce (1891)
- Poli a lesy (1892)
- Drobty života (1892)
- Epické básně (1893)
- Pražské motivy (1894)
- Srdce a duše (1895)
- Noční violy (1895)
- Živé stíny (1897)
- Vzpomínky z jihu (1897)
- Z českých žalmů (1911)

Антонин Клаштерский

- České balady, legendy a j. básně (1912)
- Ironické siciliány (1913)
- Zaváto (1917)
- Ze zápisníku mrtvého (1918)
- Na českém jihu (1919)
- Dojmy a nálady (1920)
- V záři svobody (1923)
- Sonety babího léta (1926)
- Chodský písně (1926)
- Zimní pohádka (1928)
- Probuzení (1930)
- Nové jihočeské melodie (1930)
- Z cest velkých i menších (1933)